# Neuhofen an der Krems
Neuhofen an der Krems is een gemeente in de Oostenrijkse deelstaat Opper-Oostenrijk, gelegen in het district Linz-Land (LL). De gemeente heeft ongeveer 5400 inwoners. Neuhofen an der Krems heeft een oppervlakte van 18 km². Het ligt in het oosten van de deelstaat Opper-Oostenrijk, ten zuiden van de stad Linz.
In 1984 werd hier de eerste Evangelisch-reformierte Kirche Westminster Bekenntnisses van Oostenrijk opgericht. Dit is een klein reformatorisch kerkverband met vijf gemeenten en slechts 150 leden.
Allhaming · Ansfelden · Asten · Eggendorf im Traunkreis · Enns · Hargelsberg · Hofkirchen im Traunkreis · Hörsching · Kematen an der Krems · Kirchberg-Thening · Kronstorf · Leonding · Neuhofen an der Krems · Niederneukirchen · Oftering · Pasching · Piberbach · Pucking · Sankt Florian · Sankt Marien · Traun · Wilhering
- Gemeinsame Normdatei: 4424958-5
- MusicBrainz: e1d5d2f9-3dbe-4c10-adab-d3f259cb42c1
- Virtual International Authority File: 243845592